# 古峻旭
古峻旭（2006年5月21日—）是臺灣棒球運動員，布農族和排灣族選手，他家住在小港區。

## 生平
他出生於2006年5月21日，由於他喜歡棒球，所以他沒有按照學區讀二苓國小，而讀復興國小去參加棒球隊。

## 棒球經歷
他小學五年級的時候參加復興國小的硬式組，而六年級轉為軟式組，國中則是軟式組轉為硬式組，他還有參加棒球賽。

## 外部連結
- 金龍盃》攻擊型捕手古峻旭猛打賞 七賢內戰勝出闖16強 （页面存档备份，存于）